# Bantoini
Bantoini est un village du département et la commune rurale de Kantchari, situé dans la province de la Tapoa et la région de l’Est au Burkina Faso.

## Géographie

### Démographie
- En 2006, le village comptait 1 908 habitants recensés[1].

## Transports
Bantoini est traversée par la route nationale 4 allant vers la frontière nigérienne située à 5 km au nord-est.

## Santé et éducation
Le centre de soins le plus proche de Bantoini est le centre de santé et de promotion sociale (CSPS) de Kantchari.